# ホンダ・HR-414E
ホンダ・HR-414Eは、本田技研工業が2014年に投入したスーパーフォーミュラおよびSUPER GT用のエンジンである。
本記事では後継エンジンについても扱う。

## 概要
スーパーフォーミュラおよびSUPER GTが2014年に車両規則を大幅に変更した際に、搭載するエンジンも環境技術を取り入れた2.0L 直列4気筒エンジンに変更した。開発を行った自動車メーカーの技術者は、このエンジンをNRE（Nippon Race Engine）と名付けた。
ホンダでは2016年のシーズン後半から、F1用パワーユニットで使われるプレチャンバー型燃焼室の技術を投入したとされる。
2017年からはマイナーチェンジ版のHR-417Eが投入され、2017年10月の東京モーターショーでは、HR-417Eが単体エンジンで初公開された。
2020年には、SUPER GT・GT500クラスに参戦するホンダ・NSX用に新型のHR-420Eが投入された（スーパーフォーミュラではHR-417Eが継続使用される）。
2022年からは、開発がホンダ・レーシング（HRC Sakura）に移管されている。

## スペック

### HR-414E/HR-417E
- エンジン形式：水冷直列4気筒DOHC16バルブ
- 総排気量：1,995cc
- 内径×行程：-×-mm
- 最高回転数：-
- 最高出力：550PS（405kW）以上
- 最大トルク：-
- 圧縮比： -
- マネージメントシステム：ペクテル製 MQ12Di
- 過給機：ターボチャージャー（ギャレット製 GTR3576R[4]）
- 重量：85kg

### HR-420E
- エンジン形式：水冷直列4気筒DOHC16バルブ
- 総排気量：1,995cc
- 内径×行程：-×-mm
- 最高回転数：-
- 最高出力：550PS（405kW）以上
- 最大トルク：50kg・m（490N・m）以上
- 圧縮比： -
- マネージメントシステム：ボッシュ製
- 過給機：ターボチャージャー（ギャレット製）